# Ипсилон Лебедя
Ипсилон Лебедя (лат. υ Cygni) — звезда в северном созвездии Лебедя. Доступна для наблюдения невооружённым глазом, видимая звёздная величина равна 4,43. На основе измеренного значения годичного параллакса, равного 5,08 мсд, получена оценка расстояния до объекта — приблизительно 640 световых лет от Солнца.
Ипсилон Лебедя является звездой главной последовательности спектрального класса B2 Vne. Индекс 'e' показывает, что объект является Be-звездой; звезда быстро вращается и окружена вращающимся газовым диском. Звезда обладает высоким значением проекции скорости вращения  — около 230 км/с, вследствие чего линии в спектре имеют размытый вид, отражённый в классификации индексом 'n'. Область излучения в диске обладает имеет радиус 0,20 ± 0,04 а.е.. Сама звезда наблюдается практически с полюса, поскольку линии поглощения от диска почти не наблюдаются.
Ипсилон Лебедя обладает массой 9,3 массы Солнца и радиусом 4,7 радиуса Солнца. Быстрое вращение придаёт звезде сплюснутую форму, радиус экватора звезды на 18% больше полярного радиуса. Светимость превышает солнечную в 7305 раз, эффективная температура внешней атмосферы равна 22000 K.
Звезда проявляет переменность светимости, включая короткопериодические пульсации с периодами 2,95 и 2,6 пиков в сутки, а также случайные вспышки, происходящие раз в несколько лет.  Такие вспышки могут быть связаны с моментами потери массы. Возможно, звезда является спектральной двойной, но методами спекл-интерферометрии не был обнаружен второй компонент. Вариации лучевой скорости могут быть следствием объекта-компаньона с периодом обращения около 11,4 лет.